# Moara de apă Warthiadi
Moara de apă Warthiadi este un monument istoric de valoare naționala aflat pe teritoriul satului Drajna de Jos, comuna Drajna. În Repertoriul Arheologic Național, monumentul apare cu codul 132930.01., cod LMI PH-II-n-A-16459.

### Așezare
Prima componentă a ansamblului arhitectonic de la Drajna de Jos, care atrage atenția călătorului ce intră în localitate, este vechea moară de apă. Este amplasată pe un iaz deviat din râul Teleajen, atât prin amenajare telurică , cât și prin canale din lemn, pe malul stâng al râului.

### Construcție și arhitectură
Moara de Apă Warthiadi este o construcție din secolul al XVII-lea, realizată din materiale tradiționale perioadei - piatră de râu și lemn local.  Prezintă un imens acoperiș de șindrilă în patru ape, susținut de stâlpi sculptați. Forma actuală a morii datează de pe la mijlocul secolului trecut, când a fost reparată și posibil mărită. Construcția constituie o instalație țărănească monumentală prin proporții, soliditate, organizare, materiale folosite și arhitectură în general. Moara are o lungime de 12m și lățimea de 8,5m, iar roata de lemn are diametrul de 2m.
Construcția se desfășoară pe două niveluri: cel inferior, tehnic, adăpostea echipamentele și întreg procesul tehnologic de măcinat, specific morilor de apă, iar cel superior, podul, avea o funcțiune anexă, de găzduire și eventual depozitare. Construcția morii preia abil curbele de nivel ale terenului, având doua accese la nivelul solului: unul la nivelul superior și altul la nivelul inferior, spre sud, pe unde era introdusă materia primă, pe toată perioada de funcționare a edificiului.
Structura morii este compusă din fundații și zidărie din piatră nefinisată, cu stâlpi și grinzi din lemn, la nivelul planșeului care desparte cele două niveluri. Șarpanta, refăcuta complet în anul 1939, are structură din lemn și învelitoarea din astereală. Tot în anul 1939, în urma consolidării, a apărut și un perete din beton, pe fațada de vest, în dreptul iazului, cât și o a doua roată la nord de cea veche. În prezent. aceasta nu mai există. Construcția a suferit intervenții ulterioare anului 1939, pe fațada de sud, prin realizarea unei încăperi (pereți paiantă) și modificarea șarpantei pentru a prelua noul spațiu. Tot aici apare și o sobă cu lemne, al cărei coș este realizat din zidărie de cărămidă.
Imediat după moară, în acea vreme, se ridica un vechi portic de piatră, ce indica drumul spre castel și care avea gravate în chirilică numele lui Alexandru N. Filipescu și anul 1851, data la care el a început reconstrucția conacului. De la portic, o alee traversa satul, conducând până la dealul pe care se înalță zidurile groase ale curții de la Drajna de Jos.
Moara are o lungime de 12m și lățimea de 8,5m, iar roata de lemn are diametrul de 2m. Pietrele  ferecate ale morii fuseseră aduse din dealul Istriței, de la Pietroasele. Partea superioară este din lemn. Mecanismul de măcinat era format din 2 pietre de moară: una fixă și una mobilă, (cea mobilă se învârte și zdrobește grăunțele). Acesta a fost distrus de-a lungul anilor de diferiți exploatatori, iar pietrele există dar sunt printre dărâmături. Reparația lor se făcea cu niște ciocane speciale care întrețin rizurile care macină boabele. Cu aceeași moară cu ajutorul separatorului măcina și grâu și făină. Cu ajutorul unui șurub se ridica piatra mobilă de pe piatra fixă și în funcție de înălțime să obțină granulația dorită. Curelele erau de dimensiuni mari și realizate din textură de cauciuc.

### Patronaj și administrare
A fost administrată de Dumitru Kretzulescu-Warthiadi - proprietarul Castelului Filipescu fiul Elenei Kretzulescu și al generalului de divizie Panait Warthiadi.  La început moara era folosită doar pentru familia Filipescu, dar mai târziu a devenit accesibilă și locuitorilor din sat. Boierul nu avea obiceiul să locuiască la Drajna, ci la București, astfel administrarea moșiei era lăsată în mâna arendașilor și administratorilor, dintre care cei mai cunoscuți fiind: Cristodor Stravidi, Chirănoiu din Vălenii de Munte și Butu Ardeleanu.
Acest monument, din comuna Drajna, este unic în județul Prahova, ruinele unei mori asemănătoare aflându-se la Filipeștii de Târg, acesta fiind locul de baștină a familiei Filipescu, fiind construită tot de ei.
Starea de conservare este precară din cauza lipsei de întreținere, a dezinteresului autorităților și proprietarului. Există proiecte ca această moară să nu împărtășească aceeași soartă, ca ”sora ei” din Filipeștii de Târg.

### Cinematografie
Moara de apă Warthiadi a fost surprinsă și în istoria cinematografică românească în filmul ”Întoarcerea Vlașinilor”(minutul 50).